# حزب الحرية الكيني
حزب الحرية الكيني كان حزباً سياسياً في كينيا.

## التاريخ
تأسس الحزب في فبراير 1960 من قبل الهنود بما في ذلك تشانان سينغ الذي شعر أن المؤتمر الهندي الكيني لم يكن داعماً كافياً للاستقلال.
دعا إلى الاستقلال الفوري والاقتراع العام، في الانتخابات العامة لعام 1961 حصل على 0.6 ٪ من الأصوات، وفاز بمقعدين من 53 مقعدًا منتخبًا في المجلس التشريعي، بينما فاز المؤتمر الهندي الكيني بثلاثة مقاعد.
تحالف الحزب مع الاتحاد الوطني الأفريقي الكيني، واندمج فيه عام 1963.